# Badminton bei den European Masters Games 2019
Bei den European Masters Games 2019 wurden dreizehn Badmintonwettbewerbe ausgetragen. Die Spiele fanden vom 29. bis zum 31. Juli 2019 in Turin statt.

## Medaillengewinner
| Veranstaltung    | Gold                                     | Silber                              | Bronze                             | Bronze                                   |
| ---------------- | ---------------------------------------- | ----------------------------------- | ---------------------------------- | ---------------------------------------- |
| Herreneinzel O35 | Yasen Radev                              | Longhup Rongpi                      | -                                  | -                                        |
| Herreneinzel O40 | Kostantin Ilkevich                       | Zhivko Dimitrov                     | Evgenii Pavlov                     | -                                        |
| Herreneinzel O45 | Christoph Schroeder                      | Stefan Storcksdieck                 | -                                  | -                                        |
| Herreneinzel O50 | Stefan Frank Schrader                    | Matthias Kleibel                    | Hinrich Brandt                     | Frank Grabowski                          |
| Herreneinzel O55 | Mike Van Daal                            | Ezio Bossati                        | Denis Passador                     | -                                        |
| Herreneinzel O60 | Then Lin Ong                             | Jeffrey Jamin Zee                   | -                                  | -                                        |
| Herreneinzel O65 | Kaneson Sethuraman                       | Hristo Mihalev                      | Walter Beissner                    | -                                        |
| Herreneinzel O70 | Jacques Le Guen                          | Evgenii Goldobeev                   | Mehmet Yavas                       | -                                        |
| Herreneinzel O75 | Helmuth Kreulitsch                       | Murray Foubister                    | Heini Johannesen                   | -                                        |
| Dameneinzel O35  | Iva Arapkyulieva                         | Sibela Tarakchieva                  | -                                  | -                                        |
| Dameneinzel O40  | Alina Mihaela Popa                       | Saskia Strunze                      | Manishi Singh                      | -                                        |
| Dameneinzel O45  | Sylviane Le Pimpec                       | Andrea Schröder                     | -                                  | -                                        |
| Dameneinzel O50  | Maren Nitz                               | Susanne Swoboda                     | -                                  | -                                        |
| Dameneinzel O55  | Xin Josephine Zhou                       | Irina Vysotskaia                    | -                                  | -                                        |
| Dameneinzel O60  | Irina Shalmanova                         | Liudmila Zdanovich                  | Xiaomin Yu                         | -                                        |
| Dameneinzel O65  | Siu Mun Poon                             | Angelika Peddinghaus                | Helga Peeck                        | -                                        |
| Dameneinzel O75  | Maria Romero                             | Galina Gorovaia                     | Galina Valeeva                     | -                                        |
| Herrendoppel O35 | Kostantin Ilkevich Evgenii Pavlov        | Christoph Schroeder Sebastian Voy   | -                                  | -                                        |
| Herrendoppel O45 | Aleksandr Antipov Mitko Chavdarov        | Zhivko Dimitrov Aleksandar Malinov  | Silvan Etienne Patrik Roos         | -                                        |
| Herrendoppel O50 | Matthias Kleibel Stefan Frank Schrader   | Vitalii Iushkin Evgeny Poludkin     | Stuart Klint Mike Van Daal         | -                                        |
| Herrendoppel O55 | Rene Gallegos Thian Seong Benedict Voon  | Rohan Fernando Ming Yip Luk         | Denis Passador Karl Proell         | -                                        |
| Herrendoppel O60 | Then Lin Ong Jeffrey Jamin Zee           | Kon Fai Foo Abdul Gapar Obey        | -                                  | -                                        |
| Herrendoppel O65 | Abdul Gapar Obey Achuthan Siddharth      | Walter Beissner Mike Mitson         | Rohan De Silva Frits Mainaky       | -                                        |
| Herrendoppel O70 | Alexander Buzynin Evgenii Goldobeev      | Helmuth Kreulitsch Jacques Le Guen  | Murray Foubister Heini Johannesen  | -                                        |
| Damendoppel O35  | Maria Kurochkina Alina Mihaela Popa      | Iva Arapkyulieva Sibela Tarakchieva | Christina Korth Sylviane Le Pimpec | -                                        |
| Damendoppel O45  | Christiane Sundmacher Stephanie Wigger   | Andrea Schröder Samira Znifeche     | Tetiana Rodkina Tetiana Usikova    | -                                        |
| Damendoppel O50  | Maren Nitz Susanne Swoboda               | Sai Ngoo Lee Jean Roxburgh          | -                                  | -                                        |
| Damendoppel O55  | Yu Xiaomin Xin Josephine Zhou            | Marcia Jackson Tetiana Rodkina      | -                                  | -                                        |
| Damendoppel O60  | Irina Shalmanova Irina Zakharova         | Nurliana Abdullah Ong Foong Lin     | Lily Gallegos Kit Ching Ng         | Olga Golubeva Larisa Ushakova            |
| Damendoppel O65  | Xuemei Lin Siu Chun Lo                   | Siu Han Poon Siu Mun Poon           | Galina Gorovaia Helga Peeck        | Beate Jorn Schumann Angelika Peddinghaus |
| Mixed O35        | Yasen Radev Sibela Tarakchieva           | Aleksandar Malinov Iva Arapkyulieva | -                                  | -                                        |
| Mixed O40        | Christoph Schroeder Andrea Schröder      | Kostantin Ilkevich Tetiana Usikova  | Mitko Chavdarov Alina Mihaela Popa | Sascha Firth Stephanie Wigger            |
| Mixed O50        | Stefan Frank Schrader Xin Josephine Zhou | Matthias Kleibel Maren Nitz         | Evgeny Poludkin Karina Defago      | Sergey Markov Tetiana Rodkina            |
| Mixed O55        | Mike Van Daal Karen Laubvogel            | Kon Fai Foo Ong Foong Lin           | -                                  | -                                        |
| Mixed O60        | Then Lin Ong Yu Xiaomin                  | Kon Fai Foo Ong Foong Lin           | Arnold Dendeng Siu Mun Poon        | Jeffrey Jamin Zee Irina Shalmanova       |
| Mixed O65        | Frits Mainaky Siu Chun Lo                | Yuen Sang Lee Xuemei Lin            | -                                  | -                                        |
| Mixed O70        | Heini Johannesen Maria C Eliana Romero   | Murray Foubister Galina Gorovaia    | Helmuth Kreulitsch Galina Valeeva  |                                          |